# 東芝機器
東芝機器株式会社（とうしばきき）は、かつて存在した群馬県前橋市に本社を置いていた東芝グループの企業である。

## 概要
主力商品はオフィスで使用される自動お茶いれ機、自動販売機、電気温水器、ヒートポンプ給湯器であった。
需要の低迷により缶自動販売機は終息させ、電気温水器事業は東芝キヤリア、カップ式自動販売機はサンデン（現在はサンデン・リテールシステムに分離しグループ離脱）、自動お茶いれ機は凰商事株式会社へそれぞれ事業譲渡し、2011年3月末をもって事業を終息させた。

## 沿革
- 1942年 - 東京芝浦電気株式会社の加茂工場として発足。
- 1950年 - 東京電灯器具株式会社として分離独立。
- 1959年 - 東芝電気器具株式会社に社名変更。
- 1981年 - 東芝電気器具が東芝熱器具株式会社（現・東芝ホームテクノ）株式会社に社名変更。同時に前橋工場を分社し、東芝機器株式会社が発足。
- 1998年 - 東芝より電気温水器事業を譲受。
- 1999年 - 東芝より自動販売機事業を譲受。
- 2009年 - 東芝キヤリアへ電気温水器事業を移管。
- 2010年 ‐ 解散[1]。
- 2012年 - 清算終了。

## 子会社
- 株式会社リビング産業 - 現在は凰商事の子会社